# Akaganéite
L’akaganéite est une espèce minérale formée d’oxyhydroxyde de fer bêta de formule  Fe3+O(OH,Cl) avec des traces de nickel. Microcristaux très rares n'excédant pas 5 μm 

## Inventeur et étymologie
Décrite par le minéralogiste japonais Matsuo Nambu en 1968 mais nommée dès 1961. Le nom est inspiré du topotype.

## Topotype
Mine Akagane, préfecture d'Iwate, île de Honshu, Japon.

## Cristallographie
- Paramètres de la maille conventionnelle : a = 10,587 Å, b = 3,031 1 Å, c = 10,515 Å, Z = 1 ; beta = 90.03° ; V = 337,43 Å3
- Densité calculée = 3.75

## Gîtologie
- Formée par l'attaque de la pyrrhotite par des solutions sulfatées.
- Formée par la corrosion de certaines météorites.
- Présente dans certaines roches lunaires.

### Minéraux associés
- Pyrrhotite (Akagane, Japon)
- Hibbingite (Hibbing, Minnesota, États-Unis).

## Gisements remarquables
- Allemagne

Grube Clara, Rankachtal, Oberwolfach, Wolfach, Schwarzwald, Bade-Wurtemberg
- Belgique

Richelle, Visé, Province de Liège
- Italie

Baratti (Gisement de scorie), Piombino, Livourne, Toscane
- Japon

Mine Akagane, préfecture d'Iwate, île de Honshu, Japon
- Lune

Luna 24 landing site, Mare Crisium,